# 胡伟立
胡伟立（英語：William Wu Wai-lap，1937年—），生于香港，祖籍江苏无锡，香港著名作曲家、电影配乐家、音乐教育家。晚年定居于加拿大多伦多。

## 简介
胡伟立1937年出生在香港，两年后辗转至桂林、重庆，抗战胜利后居住在上海。1955年，他进入北京艺术师范学院（今中国音乐学院）学习；1958年开始创作并出版音乐作品，其中《农村小调》（小提琴独奏，钢琴伴奏）被选为全国音乐学院教材；毕业后的1960~1986年间，任教于北京艺术学院（后并入中国音乐学院）、中国音乐学院和北京电影学院，在教学的同时也开展了大量的创作与演出活动。
1986年到香港，在TVB任职至1993年，其间为《赤脚绅士》、《燃烧岁月》、《怒剑啸狂沙》、《火玫瑰》、《倚天屠龍記》、《大时代》、《笑傲江湖》等多部电视剧作曲配乐。同时担任香港泛亚交响乐团副首席，为香港泛亚交响乐团、香港中乐团、香港舞蹈乐团、香港话剧团、香港艺进会、台湾交响乐团、台湾中乐团，以及众多广告和电影作曲配乐。
胡伟立在杜琪峯的引薦下，于1990年代初進入香港電影圈。首部港片配乐是《至尊無上II之永霸天下》，其中為男主角劉德華量身定做的電影主題歌《一起走過的日子》（國語版為《來生緣》），成為胡最脍炙人口的歌曲作品，也是刘德华的代表作之一。

## 荣誉会员
- 中国音乐家协会会员
- 中国电影家协会会员
- 中国电影音乐学会特约理事
- 香港作曲家作词家协会(CASH)会员
- 香港弦乐教师协会理事
- 香港艺术家联盟会员
- 香港电影戏剧总会会员

## 主要作品

### 电视剧配乐
- 1986年 《倚天屠龙记》电视剧
- 1996年 《笑傲江湖》电视剧
- 1996年 《新龙门客栈》电视剧
- 1996年 《聊齋》電視劇

### 电影配乐
- 1991年 《至尊无上II之永霸天下》
- 1992年 《审死官》
- 1992年 《鹿鼎记》
- 1992年 《鹿鼎記II神龍教》
- 1992年 《黄飞鸿之三：狮王争霸》
- 1992年 《告別紫禁城》
- 1992年 《嘩！英雄》
- 1993年 《天若有情II之天長地久》
- 1993年 《东方三侠》
- 1993年 《东方不败之风云再起》
- 1993年 《唐伯虎点秋香》
- 1993年 《太極張三豐》
- 1993年 《济公》
- 1993年 《江湖傳說》
- 1994年 《醉拳II》
- 1994年 《破坏之王》
- 1994年 《九品芝麻官》
- 1994年 《中南海保镖》
- 1994年 《國產凌凌漆》
- 1994年 《梁祝》
- 1995年 《花月佳期》
- 1995年 《回魂夜》
- 1995年 《刀》
- 1996年 《天若有情III之烽火佳人》
- 1996年 《新上海滩》
- 2011年 《龙门飞甲》
- 2013年 《狄仁杰之神都龙王》
- 2016年 《西游记之孙悟空三打白骨精》

### 大型合奏曲
- 神州行组曲
- 北国风云
- C小调中胡协奏曲

### 流行歌曲
1991年 刘德华的经典曲目《一起走过的日子》（收录在刘德华《一起走过的日子》专辑中）
1992年 李克勤、關淑怡的经典合唱曲目《依然相爱》（收錄在李克勤《只想您會意》專輯中）

## 荣誉
- 1991年歌曲"一起走过的日子"
  - 获港台"十大中文金曲奖"，"最受欢迎卡拉OK奖"
  - TVB"十大劲歌金曲奖"
  - 商台"叱垞乐坛最喜爱本地创作歌曲奖"
  - 入围第11届香港电影金像奖"最佳电影歌曲奖"
  - 1999年获"千禧十大金曲奖"，"世纪十大金曲奖"
- 1992年电影《审死官》 入围第29届金马奖"最佳电影音乐奖"
- 1992年电影《鹿鼎记》主题歌"开心做出戏" 获香港作曲家作词家协会"最广泛演出电影主题歌奖"[來源請求]
- 1993年电影《新不了情》(与鲍比达合作） 
  - 获台湾第五届中时晚报唱片评鉴大奖"最佳电影原声带奖"
  - 入围第30届金马奖"最佳电影音乐奖"
- 1994年电影《东方三侠》入围第13届香港电影金像奖"最佳电影配乐奖"
- 1995年电影《梁祝》(与黄沾、雷颂德、黄英华合作） 获第14届香港电影金像奖"最佳电影配乐奖"
- 1996年电影《花月佳期》(与黄英华合作） 入围第15届香港电影金像奖"最佳电影配乐奖"
- 2011年电影《龙门飞甲》（与黎翰江、顾鑫合作）入围第31届香港电影金像奖最佳原创电影音乐